# استان کاتانگا
استان کاتانگا، جنوبی‌ترین و غنی‌ترین استان جمهوری دموکراتیک کنگو از لحاظ منابع طبیعی است. این استان بزرگترین منابع کبالت جهان را دارد و دومین تولیدکننده مس در آفریقا است.
مرکز این استان شهر لوبومباشی است.